# Hemicephalis characteria
Hemicephalis characteria är en fjärilsart som beskrevs av Stoll 1790. Hemicephalis characteria ingår i släktet Hemicephalis och familjen nattflyn. Inga underarter finns listade i Catalogue of Life.

## Bildgalleri

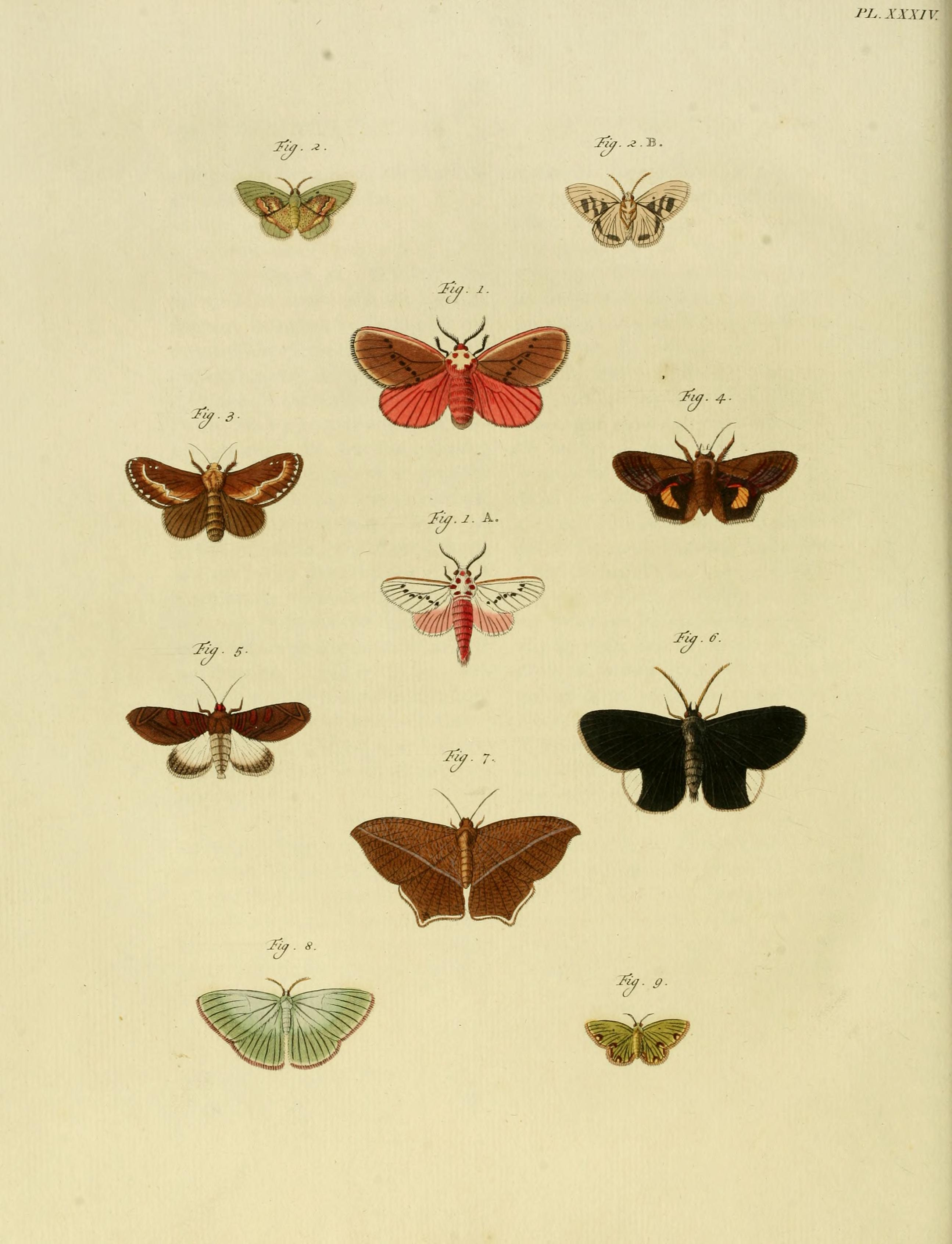